# Sofia Black-D’Elia
Sofia Black-D’Elia (* 23. Dezember 1991 in Clifton, New Jersey) ist eine US-amerikanische Schauspielerin.

## Karriere
Black-D’Elia begann mit 17 Jahren für Fernseh- und Filmrollen vorzusprechen. Ihre erste größere Rolle war die der Bailey Wells in der Fernsehserie All My Children. Danach trat sie unter anderem als lesbische Cheerleaderin Tea Marvelli 2011 in der Serie Skins sowie als Sage Spence in der sechsten Staffel von Gossip Girl auf. Weitere Film- und vor allem Fernsehrollen folgten. Bei den Dreharbeiten zu Viral lernte sie den Regisseur Henry Joost kennen, den sie im Oktober 2021 heiratete.

## Filmografie (Auswahl)
- 2009–2010: All My Children (Fernsehserie, 27 Episoden)
- 2011: Skins (Fernsehserie, 10 Episoden)
- 2011: Skins Webisodes (3 Episoden)
- 2012: Gossip Girl (Fernsehserie, 9 Episoden)
- 2012: Somewhere Road (Kurzfilm)
- 2013: Born of War
- 2013: Betrayal (Fernsehserie, 4 Episoden)
- 2015: Project Almanac
- 2015: The Messengers (Fernsehserie, 13 Episoden)
- 2016: The Night Of – Die Wahrheit einer Nacht (The Night Of, Miniserie, 5 Episoden)
- 2016: Viral
- 2016: Ben Hur (Ben-Hur)
- 2016: Invisible (Fernsehserie, 6 Episoden)
- 2017–2018: The Mick (Fernsehserie, 37 Episoden)
- 2020–2021: Your Honor (Fernsehserie, 6 Episoden)
- 2020: Margo & Perry (Kurzfilm)
- 2021: To All the Boys: Always and Forever
- 2022–2023: Single Drunk Female (Fernsehserie)
- 2023: Good Burger 2
- 2024: I Love You Forever